# Олимпийский диск
Олимпийский диск (пол. Dysk olimpijski) — исторический роман-эссе польского писателя Яна Парандовского, изданный в 1933 году.

## Сюжет
В произведении описываются 76-е Олимпийские игры (476 до н. э.), первые после отражения нашествия Ксеркса. Автор постарался как можно точнее реконструировать порядок подготовки и проведения античных состязаний, для чего тщательно изучил письменные и изобразительные источники, а когда этого оказалось недостаточно, прервал работу над книгой и специально посетил развалины Олимпии, чтобы уточнить топографические детали.
По словам автора, большинство имен соревнующихся не было вымышленным, «за исключением одного-двух имен, все они значатся либо в олимпийских реестрах, либо в золотой книге греческого спорта — в одах Пиндара».
В центре повествования противостояние между двумя атлетами из Тарента, состязающимися в пентатле, один из которых, Сотион, воплощает благородный дух любительского агона, постепенно уходивший в прошлое в эпоху греческой классики, другой, Иккос, представляет собой один из ранних примеров циничного и расчетливого атлета-профессионала, чуждого религиозной стороне состязаний, и нацеленного на выступления ради высоких заработков.
Время таких людей, превративших агонистику (в первую очередь борьбу, кулачный бой и панкратий) в аналог «спорта высоких достижений» наступило в греческой атлетике несколько позже, и, по мнению Парандовского, они способствовали не только превращению олимпийских игр из демонстрации красоты тела и силы духа в развлекательное зрелище, но и упадку физической культуры в целом.

## Исторические реалии
От 76-х игр сохранился неполный список олимпиоников, кроме этого, Пиндар посвятил несколько од победителям этих состязаний — тиранам Ферону (гонки квадриг; 2 оды) и Гиерону (скачки), и Агесидаму из Локров Эпизефирских (кулачный бой эфебов; 2 оды). Также игры знамениты участием Фемистокла.
Согласно Плутарху, когда афинский лидер пришел на стадион, зрители забыли о состязаниях, весь день ему рукоплескали, и с восторгом рассказывали иностранцам, какой это великий человек, Фемистокл же упивался заслуженной славой.
Согласно другому анекдоту, который приводит Феофраст в книге «О царстве»,

…когда Гиерон прислал в Олимпию лошадей на состязание и поставил роскошно убранную палатку, Фемистокл в собрании эллинов произнес речь о том, что палатку тирана надо разграбить, а лошадей — не допускать до состязания.— Плутарх. Фемистокл, 25.
Клавдий Элиан добавляет к этому, что, по словам Фемистокла, «тот, кто не разделил со всеми величайшей опасности, не должен принимать участие в празднестве» (имелась в виду двусмысленная позиция сицилийских тиранов во время нашествия Ксеркса), и слова его были встречены всеобщим одобрением.
Тем не менее, элланодики, считавшие, что спорт вне политики, не отстранили сиракузян от участия в соревнованиях, и наездник Гиерона Ксантотрих на коне Ференике выиграл скачки.
О победителе 76-х игр в пентатле известно только, что он из Тарента; некий (…)ион из Тарента был чемпионом в этом виде в 468 до н. э., а прототипом Иккоса был Икк Тарентский, победитель на играх 444 до н. э. и лучший инструктор по атлетике своего времени.
Для придания большей выразительности писатель перенес в 476 до н. э. скандал со знаменитым бегуном Астилом Кротонским, семикратным олимпиоником на трех играх, и первым в истории спортсменом, поменявшим гражданство ради выступления за другую страну (на самом деле это произошло на 74-х играх в 484 до н. э.)

## Стиль
Кроме довольно точного изображения античных реалий роман отличается тщательной стилистической отделкой, о чём позднее сам Парандовский писал:

В первой редакции «Олимпийский диск» открывала старательно сделанная фраза, ею я начинал описание Алфея — олимпийской реки, истоки которой в Аркадии. Мне очень нравился этот фрагмент, и позднее он был напечатан отдельно, но для «Олимпийского диска» не годился, стал отходом, стружкой, не вошел в создаваемую вещь. У него был совершенно иной характер, он мог бы скорее быть использован в эссе, нежели в беллетристическом произведении, и совершенно не гармонировал с атмосферой книги, а атмосфера эта была выражена уже первой фразой, той, которой начинается книга и по сей день.— Парандовский Я. Алхимия слова / Алхимия слова. Петрарка. Король жизни. — М.: Правда, 1990, с. 232

## Награды
«Олимпийский диск» был удостоен бронзовой медали на конкурсе искусств олимпийских игр 1936 года в Берлине в категории эпической литературы.

## Переводы на русский
На русский язык переводился дважды: в 1980 издательством «Прогресс» роман был издан в составе сборника произведений, в переводе С. Ларина, и в том же году, специально по случаю олимпийских игр в Москве было выпущено отдельное издание в переводе В. Акопова и Я. Лотовского, получившее диплом оргкомитета «Олимпиада-80».